# Tursunlu, Tuzlukçu
Tursunlu là một xã thuộc huyện Tuzlukçu, tỉnh Konya, Thổ Nhĩ Kỳ. Dân số thời điểm năm 2011 là 175 người.